# Ian McLagan
Ian Patrick McLagan (Hounslow, Middlesex, 12 de maio de 1945 - Austin, 3 de dezembro de 2014) foi um tecladista britânico mais conhecido por seu trabalho com os grupos Small Faces e The Faces.
É integrante da banda de Billy Bragg desde 1997.
McLagan morreu no dia 3 de dezembro de 2014 depois de um acidente vascular cerebral, com a idade de 69 anos, no Hospital Brackenridge em Austin.

## Discografia
Além de um extenso trabalho como músico de sessão, McLagan gravou os seguintes álbuns solo:
- Troublemaker (Mercury, 1979)
- Bump in the Night (Mercury, 1980)
- Last Chance to Dan (EP) (Barking Dog, 1985)
- Best of British (Maniac, 2000)
- Rise & Shine (Maniac, 2004)
- Here Comes Trouble (Maniac, 2005)
- Live (Maniac, 2006)
- Spiritual Boy (Maniac, 2006)
- Never Say Never (Maniac, 2008)